# Conoplea globosa
Conoplea globosa är en svampart som först beskrevs av Ludwig David von Schweinitz, och fick sitt nu gällande namn av S. Hughes 1958. Conoplea globosa ingår i släktet Conoplea och familjen Sarcosomataceae.   Inga underarter finns listade i Catalogue of Life.